# Co ja widzę?
Co ja widzę?” (ang. I Spy, 2003) – amerykański serial animowany, oparty na nagrodzonej ilustrowanej książce-łamigłówce, autorstwa Jean Marzollo i Waltera Wicka. Serial został wyprodukowany przez Scholastic Productions.

## Opis fabuły
Serial opowiada o przygodach ośmioletniego Spylera i jego psa CeCe, którzy pomagają dzieciom odnaleźć zagubione przedmioty.

## Wersja oryginalna
- Tara Jayne – Spyler
- Ellen Lee – Cece
- Cindy Creekmore – Duck

## Spis odcinków
| N/o            | Polski tytuł                           | Angielski tytuł                  |
| -------------- | -------------------------------------- | -------------------------------- |
|                |                                        |                                  |
| SERIA PIERWSZA |                                        |                                  |
|                |                                        |                                  |
| 01             |                                        | A Mumble Monster Mystery         |
| 01             | Cece`s Special Scrap Book              |                                  |
|                |                                        |                                  |
| 02             |                                        | A Bike I Like!                   |
| 02             | A Tick-Illy Hiccup                     |                                  |
|                |                                        |                                  |
| 03             |                                        | A Broom, a Whistle, and a Drum   |
| 03             | Widzę niebo wysoko nad nami            | Sky High                         |
|                |                                        |                                  |
| 04             |                                        | A Runaway Robot                  |
| 04             | A Lost Lamb                            |                                  |
|                |                                        |                                  |
| 05             |                                        | A Starry Sky                     |
| 05             | Circus Things In All Three Rings       |                                  |
|                |                                        |                                  |
| 06             |                                        | A Mumble Monster Picture Day     |
| 06             | The Clouds Roll By                     |                                  |
|                |                                        |                                  |
| 07             |                                        | A Thing That Flings              |
| 07             | Seashells By The Seashorse             |                                  |
|                |                                        |                                  |
| 08             |                                        | A Race In a High-Flying Place    |
| 08             | Home Run Fun                           |                                  |
|                |                                        |                                  |
| 09             |                                        | A Mumble Monster Mid-Day Snack   |
| 09             | A Polka-Dot Puppet Princess!           |                                  |
|                |                                        |                                  |
| 10             |                                        | A Rockin' Bronco                 |
| 10             | A Wish For a Fish                      |                                  |
|                |                                        |                                  |
| 11             |                                        | A Birs I Heard                   |
| 11             | A Super Silly Pizza                    |                                  |
|                |                                        |                                  |
| 12             |                                        | An Out Of Luck Truck             |
| 12             | A Kite In Flight                       |                                  |
|                |                                        |                                  |
| 13             |                                        | A Campfire Light Night           |
| 13             | Freewheelin' Fun                       |                                  |
|                |                                        |                                  |
| 14             |                                        | A Mumble Monster Movie           |
| 14             | A Book Wherever I Look                 |                                  |
|                |                                        |                                  |
| 15             |                                        | A Surprise Before Your Eyes      |
| 15             | Something Nice For The Mice            |                                  |
|                |                                        |                                  |
| 16             | Widzę labiryntowo-kulkowy szał         | A Marble Maze Craze              |
| 16             | Toys That Roam                         |                                  |
|                |                                        |                                  |
| 17             |                                        | A Rhyme Just In Time             |
| 17             | A Toe-Tapping Talent Show              |                                  |
|                |                                        |                                  |
| 18             |                                        | Red She Said                     |
| 18             | Widzę szybki trik magiczny             | One Quick Magic Trick            |
|                |                                        |                                  |
| 19             |                                        | A Superhero                      |
| 19             | Widzę wesoła nockę                     | A Silly Sleepover                |
|                |                                        |                                  |
| 20             |                                        | The Mystery Of The Missing Truck |
| 20             | Widzę coś naprawdę extra               | Something Really Cool            |
|                |                                        |                                  |
| 21             |                                        | The Best Car By Far              |
| 21             | Something Fit For a Queen              |                                  |
|                |                                        |                                  |
| 22             | Widzę bardzo wesoły musical            | A Very Merry Musical             |
| 22             | Widzę zjazd na sankach                 | A Sled Up Ahead                  |
|                |                                        |                                  |
| 23             |                                        | A Sled Up Ahead                  |
| 23             | Widzę zepsutego robota                 | A Rundown Robot                  |
|                |                                        |                                  |
| 24             | Widzę grę inną niż wszystkie           | A Game That's Not The Same       |
| 24             | A Dinosaur With a Scritch-Scratch Itch |                                  |
|                |                                        |                                  |
| 25             |                                        | Fun And a Hole-In-One!           |
| 25             | A "Moo" In Act Two                     |                                  |
|                |                                        |                                  |
| 26             |                                        | Fun In The Jungle                |
| 26             | Juice On The Loose                     |                                  |
|                |                                        |                                  |